# Spreo bicolor
El estornino bicolor o estornino pálido (Spreo bicolor)
 es una especie de ave paseriforme de la familia Sturnidae nativa del sur de África. Es común en la mayor parte de su área de distribución, pero está en gran medida ausente en el noroeste árido y en las tierras bajas del este de Sudáfrica. Vive en hábitats abiertos como pastizales, matorrales, arbusto espinosos y tierras agrícolas del karoo, y con frecuencia se asocia con animales de granja.

## Descripción

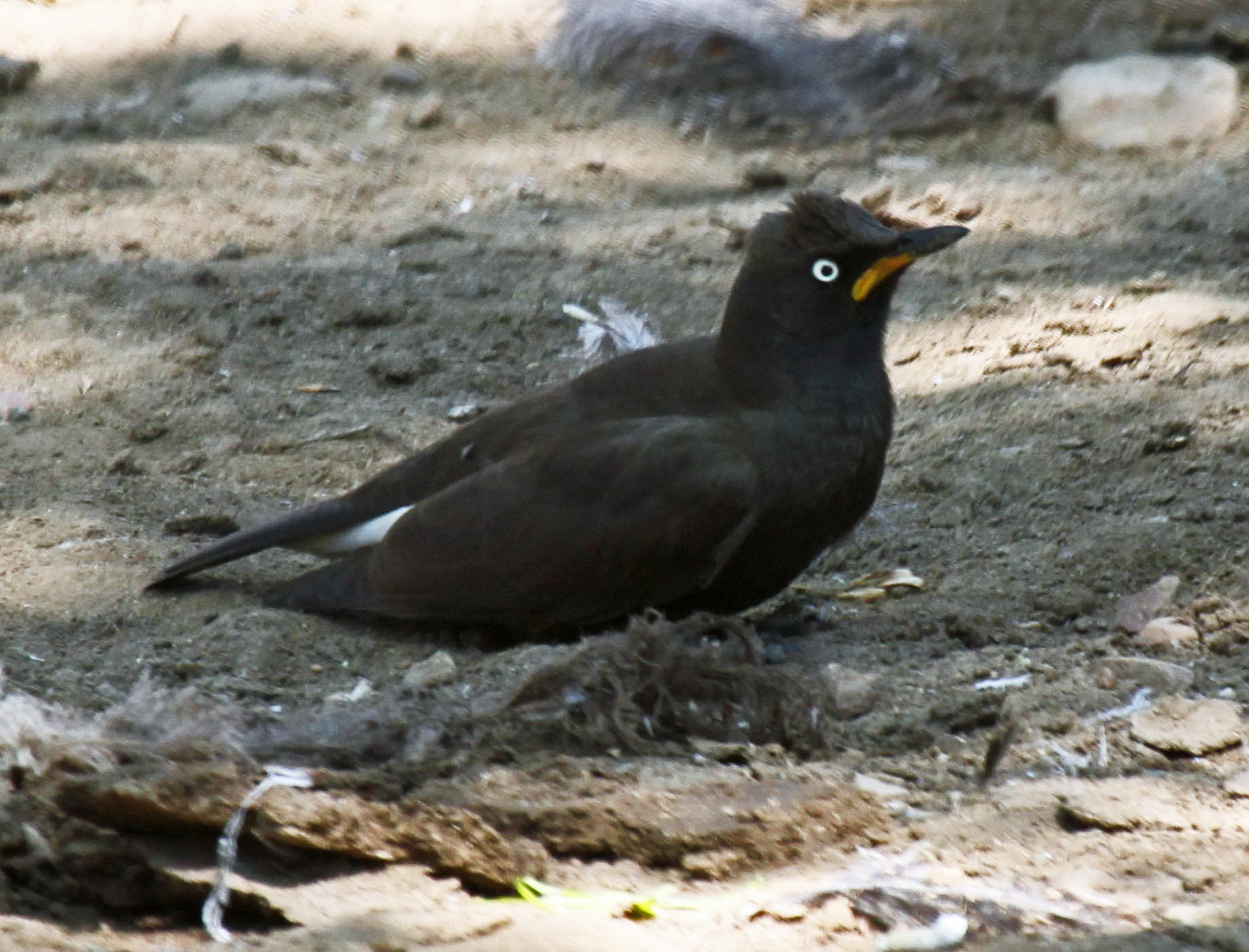
Estornino bicolor (Spreo bicolor) en Oudtshoorn, Sudáfrica.

Los adultos miden de 27 a 28 cm de largo. Tiene el plumaje negro débilmente glosado excepto por la parte inferior del vientre y las subcaudales blancas. Tiene los iris blancos y la mandíbula inferior amarilla. Ambos sexos son similares en apariencia, pero las aves jóvenes tiene el plumaje sin brillo, los iris de color marrón y la mandíbula inferior amarilla opaca. Esta especie tiene cierta cantidad de llamadas, pero la más conocida es un skeer kerrra kerrra. También tiene un canto de trino suave.

## Comportamiento

### Reproducción
Suele anidar en cuevas de los bancos de los ríos, pero también utiliza agujeros en edificios, fardos de paja o huecos naturales en los árboles. Hay un registro (Brooke 1995) de un nido construido en un barco naufragado a 200 m de la orilla. El nido es forrado con una amplia variedad de materiales vegetales y elementos de desechos humanos, como papel y cuerdas. La puesta es de 2 a 6, por lo general cuatro, huevos de color azul-verdoso, inmaculados o con algunas manchas rojas.
La hembra incuba los huevos durante 14 a 16 días, y los polluelos abandonan el nido en otros 22 a 28 días. Ambos padres alimentan a los pichones, asistidos por ayudantes, que suelen ser aves subadultas o sin pareja. Esta cría cooperativa se ve reforzada por «allofeeding» (cuando un pájaro pasa alimento a otro pájaro) mutuo entre adultos, comportamiento reforzado por la parte interior del pico brillante, una característica normalmente perdida en adultos de la mayoría de las especies de aves.
Los nidos pueden ser parasitados por el críalo europeo (Clamator glandarius) y el indicador grande (Indicator indicator).
Es gregario y cuando no está reproduciéndose forma grandes bandadas, a veces son más de 1000 aves. Sus refugios suelen ser compartidos por los cernícalos primilla (Falco naumanni) o estorninos carunculados (Creatophora cinerea).

### Alimentación
Al igual que los otros estorninos, es omnívoro, alimentándose de una gran variedad de invertebrados, semillas y bayas, pero su dieta consiste principalmente de insectos, incluyendo hormigas y termitas. También come higos en los jardines y algunos alimentos humanos. Forrajea con frecuencia cerca del ganado, alimentándose de insectos perturbados por los animales y también se encarama en el ganado vacuno u ovino para eliminar ectoparásitos.
A veces se ha visto como plaga cuando se alimenta de frutas blandas, como uvas o higos, y también fue considerado como alimento. Sin embargo, es poco perseguido en la actualidad.